# Norrströmmen (Sottunga, Åland)
Norrströmmen är en fjärd i Åland (Finland). Den ligger i den östra delen av landskapet, 40 km öster om huvudstaden Mariehamn.